# 海馬島 (樺太)
海馬島（かいばとう、とどじま）は、宗谷海峡に存在する島。樺太島（サハリン島）の南西に位置し、晴れた日には宗谷岬を含む稚内市内や利尻島・礼文島からも見ることができる。現在は無人島となっているが、日本領時代には集落が存在した。別称として探検家ラ・ペルーズの命名によるモネロン（Moneron）島があり、ロシア語による名称（Остров Монерон）の由来となっている。現在はサハリン州の一部としてロシアが統治している。

## 概要
古くは正保日本図において「いしよこたん」として描かれており、元禄13年（1700年）の『松前島郷帳』では西蝦夷地の離島として「いしよこたん」が記されている。寛政2年（1790年）の最上徳内『蝦夷国風俗人情之沙汰』では、「トヾシマ」についてナヨシから南に6里ないしは7里離れた海上にある島としている。
文化7年 （1810年）の『黒竜江中州并天度』では「モシロヽ」として記されている。文化13年（1816年）の『松前蝦夷地島図』には「トヽモシリ」として記されており、別名として「イシヨコタン」をあげる。嘉永7年（1854年）刊行の『蝦夷闔境輿地全図』においても「トヽモシリ」として見える。1909年発行の『東亜輿地図』では「トドモシリ島」として記載されている。

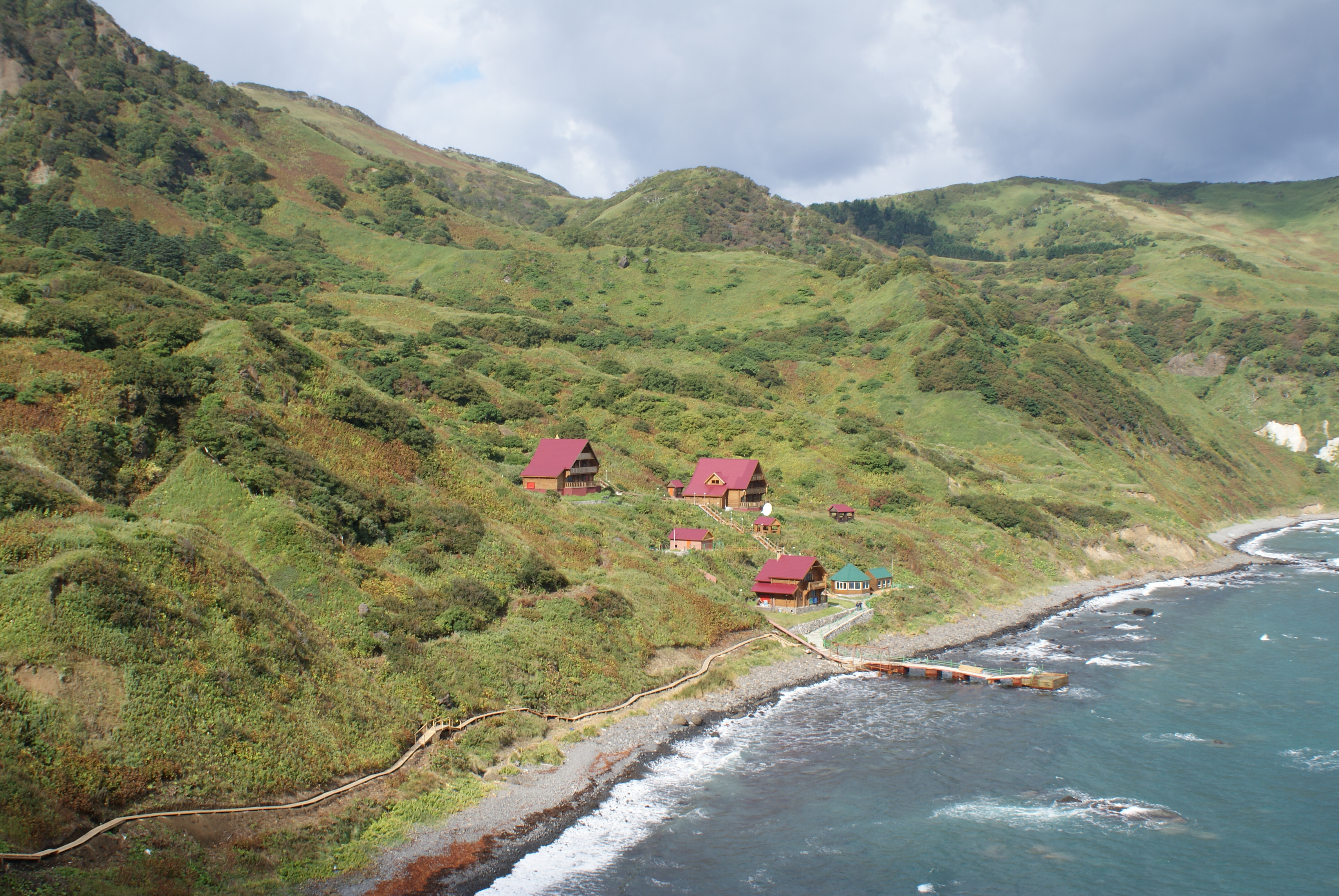
東海岸のリゾート地（2009年）

1855年の下田条約（日露和親条約）から1875年のサンクトペテルブルク条約（樺太・千島交換条約）までは日露共同支配の下に置かれた。1875年以降はロシア領となったが、1905年（明治38年）、日露戦争ののち日本とロシア帝国との間では講和条約（ポーツマス条約）が結ばれ、北緯50度より南の樺太は日本に割譲され、海馬島も日本領となった。日本統治時代は、本斗郡に属し、樺太庁真岡支庁の管轄下に置かれた。
海馬島には、島内でのみ確認される種を含む380種類の植物が自生しており、「海馬島特殊植物群落地帯」として樺太庁の天然記念物に指定されていた。礼文島とは海底山脈によってつながっている。
1941年（昭和16年）には樺太町村制がしかれて海馬村が成立し、当時、751人の居住者がいた。

## 島民の北海道への脱出
1945年（昭和20年）8月にソ連軍によって占領されたが、島民は略奪や暴行を恐れ、すでに島を脱出していた。
だが別の文献では、海馬島北西部の泊皿（とまりさら）集落には同年11月の時点で30戸160人が残留していたとされている。ソ連軍は泊皿から少し離れた船㵎地区に25人ほど駐屯していたが、毎朝泊皿にやってきては土足で家屋に上がり込んできたため、残留島民たちは治安や食糧事情に不安を覚えていた。終戦前後に北海道へ脱出していた島民たちは、樺太からの脱出船に託されていた手紙で島の状況を知り、島に残されていた食糧と引き換えに30t級の船2隻をチャーターした。
チャーター船のうち1隻（以下第1船と呼称）は11月14日午後1時に稚内を出港した。海上は時化で荒れていたが、同日午後7時に海馬島に到着した。作業員たち（ほとんどは元島民）は海馬島に着くと駆けつけてきた青年団員に事情を話し、まず船㵎に通じる電話線を切断させ、青年団員8人を見張りとして配置した。そして島民全員を集合させると同時に米や大豆を積み込んだ。島では国民学校校長がソ連軍によって臨時村長に任命されていたが、午後10時になっても校長一家が集合場所に来なかったため、作業員2人（元島民）が校長官舎に向かった。官舎を訪ねた2人に対して校長は、「村長として責任があるから脱出しない」と言ったが、2人は「住民全員を連れて行く」と主張し、さらに校長夫人も涙ながらに説得したために最終的には脱出に同意した。
その後夜を徹して作業が行われたが、第1船の1時間後に到着するはずの第2船は結局現れなかった。そのため食糧以外の荷物は諦めることとなり、15日午前5時に島民を乗せて出港した。海上は大時化で視界も悪かったが、昼過ぎに海驢島を視認し、同日中に第1船は礼文島船泊港に入港した。島民たちは現地村長の協力を得て、嵐が収まるまで礼文島内の国民学校に宿泊したのち、17日に稚内へ向かい無事帰港した。
第2船は17日昼に稚内を出港し、稚内沖で第1船と遭遇したのち、17日午後8時に海馬島に到着した。作業員たちは残されたままになっていた荷物の積み込みを行ったが、荷物の中に爆弾が仕掛けられており、男性1人が死亡した。爆発音を聞いた他の作業員たちは、ソ連軍が来るのを恐れてすぐに島を脱出し、第2船は18日午後2時に稚内へ帰港した。